# Marano Principato
Marano Principato – miejscowość i gmina we Włoszech, w regionie Kalabria, w prowincji Cosenza.
Według danych na rok 2004 gminę zamieszkiwało 2335 osób, 389,2 os./km².